# Lista de prêmios e indicações recebidos por Supernatural
Supernatural é uma série de televisão de fantasia e terror criada por Eric Kripke. Estreou em 13 de setembro de 2005, na The WB, e depois se tornou parte da programação da The CW. Estrelando Jared Padalecki como Sam Winchester e Jensen Ackles como Dean Winchester, a série segue os dois irmãos enquanto eles caçam demônios, fantasmas, monstros, e outros seres sobrenaturais no mundo.

## Constellation Awards
O Constellation Awards é um conjunto de prêmios canadenses concedidos anualmente para os melhores trabalhos de ficção científica ou fantasia e realizações do ano anterior. Supernatural recebeu dezoito prêmios de suas 39 indicações.
| Ano  | Recipiente      | Categoria | Resultado |
| ---- | --------------- | --- | --------- |
| 2007 | Supernatural    | Melhor Série de Ficção Científica da Televisão de 2006                                                                           | Venceu    |
| 2007 | Supernatural    | Outstanding Canadian Contribution to Science Fiction Film or Television in 2006                                                  | Venceu    |
| 2007 | Jensen Ackles   | Best Male Performance in a 2006 Science Fiction Television Episode (for "In My Time of Dying")                                   | Venceu    |
| 2007 | Jared Padalecki | Best Male Performance in a 2006 Science Fiction Television Episode (for "Croatoan")                                              | Indicado  |
| 2007 | Serge Ladoucer  | Best Technical Accomplishment in a 2006 Science Fiction Film or TV Production - Cinematography                                   | Venceu    |
| 2007 | EntityFX        | Best Technical Accomplishment in a 2006 Science Fiction Film or TV Production - Visual Effects                                   | Indicado  |
| 2007 | Eric Kripke     | Best Overall 2006 Science Fiction Film or Television Script (for "In My Time of Dying")                                          | Venceu    |
| 2008 | Supernatural    | Melhor Série de Ficção Científica da Televisão de 2007                                                                           | Indicado  |
| 2008 | Supernatural    | Outstanding Canadian Contribution to Science Fiction Film or Television in 2007                                                  | Venceu    |
| 2008 | Jensen Ackles   | Best Male Performance in a 2007 Science Fiction Television Episode (for "What Is and what Should Never Be")                      | Indicado  |
| 2008 | Jared Padalecki | Best Male Performance in a 2007 Science Fiction Television Episode (for "Born Under a Bad Sign")                                 | Venceu    |
| 2008 | Raelle Tucker   | Best Overall 2007 Science Fiction Film or Television Script (for "What Is and What Should Never Be")                             | Venceu    |
| 2009 | Supernatural    | Melhor Série de Ficção Científica da Televisão de 2008                                                                           | Indicado  |
| 2009 | Supernatural    | Outstanding Canadian Contribution to Science Fiction Film/TV                                                                     | Venceu    |
| 2009 | Jensen Ackles   | Best Male Performance in a 2008 Science Fiction Television Episode (for "In the Beginning")                                      | Indicado  |
| 2009 | Jeremy Carver   | Best Overall 2008 Science Fiction Film or Television Script (for "In the Beginning")                                             | Venceu    |
| 2009 | Serge Ladoucer  | Best Technical Accomplishment in a Film or TV Production - Cinematography (for "Monster Movie")                                  | Venceu    |
| 2010 | Supernatural    | Melhor Série de Ficção Científica da Televisão de 2009                                                                           | Venceu    |
| 2010 | Jensen Ackles   | Best Male Performance in a 2009 Science Fiction Television Episode (for "The End")                                               | Indicado  |
| 2010 | Misha Collins   | Best Male Performance in a 2009 Science Fiction Television Episode (for "The Rapture")                                           | Indicado  |
| 2010 | Alona Tal       | Best Female Performance in a 2009 Science Fiction Television Episode (for "Abandon All Hope")                                    | Indicado  |
| 2011 | Supernatural    | Melhor Série de Ficção Científica da Televisão de 2010                                                                           | Venceu    |
| 2012 | Supernatural    | Melhor Série de Ficção Científica da Televisão de 2011                                                                           | Indicado  |
| 2012 | Supernatural    | Outstanding Canadian Contribution to Science Fiction Film or Television in 2011                                                  | Indicado  |
| 2012 | Misha Collins   | Best Male Performance in a 2011 Science Fiction Television Episode (for "The French Mistake")                                    | Venceu    |
| 2012 | Jim Beaver      | Best Male Performance in a 2011 Science Fiction Television Episode (for "Death's Door")                                          | Indicado  |
| 2012 | Ben Edlund      | Best Overall 2011 Science Fiction Film or Television Script (for "The French Mistake")                                           | Venceu    |
| 2012 | Ivan Hayden     | Best Technical Accomplishment in a 2011 Science Fiction Film or Television Production - Visual Effects (for "Meet the New Boss") | Indicado  |
| 2013 | Supernatural    | Melhor Série de Ficção Científica da Televisão de 2012                                                                           | Venceu    |
| 2013 | Supernatural    | Outstanding Canadian Contribution to Science Fiction Film or Television in 2012                                                  | Indicado  |
| 2013 | Supernatural    | Best Technical Accomplishment in a 2012 Science Fiction Film or TV Production - Visual Effects                                   | Indicado  |
| 2013 | Supernatural    | Best Overall Science Fiction Film or Television Script                                                                           | Indicado  |
| 2013 | Jared Padalecki | Best Male Performance in a 2012 Science Fiction Television Episode (for "The Born-Again Identity")                               | Venceu    |
| 2013 | Jensen Ackles   | Best Male Performance in a 2012 Science Fiction Television Episode (for "We Need To Talk About Kevin")                           | Indicado  |
| 2013 | Felicia Day     | Best Female Performance in a 2012 Science Fiction Television Episode (for "The Girl With The Dungeons And Dragons Tattoo")       | Indicado  |
| 2014 | Supernatural    | Melhor Série de Ficção Científica da Televisão de 2013                                                                           | Indicado  |
| 2014 | Jeremy Carver   | Best Overall 2013 Science Fiction Film or Television Script (for "Sacrifice")                                                    | Venceu    |
| 2014 | Mark Meloche    | Best Technical Accomplishment in a 2013 Science Fiction Film or Television Production                                            | Indicado  |
| 2014 | Felicia Day     | Best Female Performance in a 2013 Science Fiction Television Episode (for "Pac-Man Fever")                                       | Indicado  |

## Critics' Choice Super Awards
O Critics' Choice Super Awards é uma premiação apresentada anualmente pela Critics Choice Association para homenagear os melhores lançamentos de filmes de ficção de gênero, televisão e mídia doméstica, incluindo ação, super-herói, horror, ficção científica, fantasia e animação. Eles foram estabelecidos pela primeira vez em 2020, com a cerimônia de inauguração ocorrendo em 10 de janeiro de 2021, virtualmente, devido à pandemia COVID-19. Supernatural venceu uma de três indicações.
| Ano  | Recipiente      | Categoria                          | Resultado |
| ---- | --------------- | ---------------------------------- | --------- |
| 2020 | Supernatural    | Melhor Série de Terror             | Indicado  |
| 2020 | Jensen Ackles   | Melhor Ator em uma Série de Terror | Venceu    |
| 2020 | Jared Padalecki | Melhor Ator em uma Série de Terror | Indicado  |

## EWmy Awards
O EWwy Awards é um prêmio de produção de televisão criado pela Entertainment Weekly para homenagear atores e séries notáveis não nomeados para o Primetime Emmy Award. Jensen Ackles recebeu todos os dois prêmios de suas indicações por seu trabalho como Dean Winchester.
| Ano  | Recipiente    | Categoria                         | Resultado |
| ---- | ------------- | --------------------------------- | --------- |
| 2008 | Jensen Ackles | Melhor Ator em uma Série de Drama | Venceu    |
| 2010 | Jensen Ackles | Melhor Ator em uma Série de Drama | Venceu    |

## Fangoria Chainsaw Awards
O Fangoria Chainsaw Awards é uma cerimônia de premiação que vai para filmes de terror e filmes de suspense. Supernatural recebeu uma indicação.
| Ano  | Recipiente   | Categoria           | Resultado |
| ---- | ------------ | ------------------- | --------- |
| 2006 | Supernatural | Televisão Assassina | Indicado  |

## GLAAD Media Awards
O GLAAD Media Awards é uma homenagem concedida pela Gay & Lesbian Alliance Against Defamation (GLAAD) para reconhecer e homenagear vários ramos da mídia por suas representações destacadas da comunidade lésbica, gay, bissexual e transgênero (LGBT) e as questões que afetam a vida deles. Supernatural recebeu três indicações.
| Ano  | Recipiente   | Categoria                                                                                               | Resultado |
| ---- | ------------ | --- | --------- |
| 2009 | Supernatural | Melhor Episódio Individual (em uma série sem um personagem LGBT regular) (por "Ghostfacers")            | Indicado  |
| 2010 | Supernatural | Melhor Episódio Individual (em uma série sem um personagem LGBT regular) (por "The Real Ghostbusters")  | Indicado  |
| 2014 | Supernatural | Melhor Episódio Individual (em uma série sem um personagem LGBT regular) (por "LARP and the Real Girl") | Indicado  |

## Golden Reel Awards
O Golden Reel Awards é apresentado anualmente pelo Motion Picture Sound Editors (MPSE) para editores de som. Supernatural recebeu quatro indicações.
| Ano  | Recipiente | Categoria | Resultado |
| ---- | --- | --- | --------- |
| 2006 | Michael E. Lawshe (Supervising Sound Editor), Timothy A. Cleveland (Sound Editor/Sound Designer), Adam Johnston (Sound Editor/Sound Designer), Marc Meyer (Sound Editor/Sound Designer), Paul J. Diller (Sound Editor), David Lynch (Sound Editor), Brian Risner (Sound Editor), Stuart Calderon (Sound Editor/Foley Editor), Casey J. Crabtree (Foley Artist), Michael Crabtree (Foley Artist) | Best Sound Editing in Television: Short Form – Sound Effects and Foley (for "Pilot")                         | Indicado  |
| 2007 | Michael E. Lawshe (Supervising Sound Editor), Marc Meyer (Sound Designer), Jackie Crabtree (Supervising Foley Editor), Casey J. Crabtree (Foley Artist), Michael Crabtree (Foley Artist), Monette Beck (Foley Artist), Jason Oliver (Sound Effects Editor) | Best Sound Editing in Television: Short Form – Sound Effects and Foley (for "Salvation")                     | Indicado  |
| 2008 | Michael E. Lawshe (Supervising Sound Editor), Marc Meyer (Sound Designer), Paul J. Diller (Sound Editor), Norval D. Crutcher, III (Supervising Sound Editor), Stuart Calderon (Sound Editor), Timothy A. Cleveland (Sound Editor), Davide Lynch (Sound Editor), Casey J. Crabtree (Foley Artist), Michael Crabtree (Foley Artist)                                                               | Best Sound Editing in Television: Short Form – Sound Effects and Foley (for "All Hell Breaks Loose, Part 2") | Indicado  |
| 2011 | Monette Melvin (Foley Artist), Rick Owens (Foley Artist), Michael E. Lawshe (Supervising Sound Editor), Marc Meyer (Sound Designer), Trevor Sperry (Supervising Foley Editor), Paul J. Diller (Sound Editor), Norval D. Crutcher, III (Supervising Sound Editor), Timothy A. Cleveland (Sound Editor)                                                                                           | Best Sound Editing in Television: Short Form – Sound Effects and Foley (for "Point of No Return")            | Indicado  |

## Leo Awards
O Leo Awards é o programa de prêmios para a indústria de cinema e televisão da Colúmbia Britânica. Supernatural recebeu dois prêmios de suas sete indicações, ambos em efeitos visuais.
| Ano  | Recipiente                                                                            | Categoria                                                                                           | Resultado |
| ---- | ------------------------------------------------------------------------------------- | --------------------------------------------------------------------------------------------------- | --------- |
| 2008 | Jessica Harmon                                                                        | Melhor Performance de Atriz Convidada em uma Série Dramática (por "All Hell Breaks Loose, Parte 1") | Indicado  |
| 2009 | Mandy Playdon                                                                         | Melhor Performance de Atriz Convidada em uma Série Dramática (por "Family Remains")                 | Indicado  |
| 2011 | Ivan Hayden, Grant Lindsay                                                            | Melhores Efeitos Visuais em uma Série Dramática (por "Hammer of the Gods")                          | Venceu    |
| 2011 | Matt Frewer                                                                           | Melhor Performance de Ator Convidado em uma Série Dramática (por "Two Minutes to Midnight")         | Indicado  |
| 2012 | Ivan Hayden, Grant Lindsay                                                            | Melhores Efeitos Visuais em uma Série Dramática (por "Meet the New Boss")                           | Indicado  |
| 2013 | Patricia Hargreaves                                                                   | Melhor Figurinista em uma Série Dramática (por "Of Grave Importance")                               | Indicado  |
| 2014 | Mark Meloche, Grant Lindsay, Christopher Richardson, Trevor Chong, Kevin Genzel       | Melhores Efeitos Visuais em uma Série Dramática (por "Sacrifice")                                   | Venceu    |
| 2015 | Brianna Buckmaster                                                                    | Best Guest Performance by a Female in a Dramatic Series (for "Hibbing 911")                         | Venceu    |
| 2016 | Mark Meloche, Grant Lindsay, Adam Williams, Christopher Richardson, Mladen Miholijcic | Best Visual Effects in a Dramatic Series (for "O Brother Where Art Thou?")                          | Indicado  |
| 2016 | Mark Meloche, Grant Lindsay, Christopher Richardson, Mladen Miholijcic, Cory Virs     | Best Visual Effects in a Dramatic Series (for "Brother's Keeper")                                   | Indicado  |
| 2016 | Charmaine Clark                                                                       | Best Hairstyling in a Dramatic Series (for "The Werther Project")                                   | Venceu    |
| 2018 | Rob Hayter                                                                            | Best Stunt Coordination in a Dramatic Series (for "Lost and Found")                                 | Indicado  |
| 2018 | Seth Isaac Johnson                                                                    | Best Guest Performance by a Male in a Dramatic Series (for "Advanced Thanatology")                  | Indicado  |

## Rondo Hatton Classic Horror Awards
O Rondo Hatton Classic Horror Awards é um prêmio apresentado anualmente pelo Classic Horror Film Board para honrar trabalhos pendentes de horror em filmes, televisão, home videos, e publicações, votados pelo público em geral. Supernatural recebeu cinco indicações.
| Ano  | Recipiente   | Categoria                                                 | Resultado |
| ---- | ------------ | --------------------------------------------------------- | --------- |
| 2009 | Supernatural | Best Television Presentation (por "In the Beginning")     | Indicado  |
| 2010 | Supernatural | Best Television Presentation (por "The End")              | Indicado  |
| 2011 | Supernatural | Best Television Presentation (por "Live Free or Twihard") | Indicado  |
| 2011 | Supernatural | Best Television Presentation (por "My Heart Will Go On")  | Indicado  |
| 2013 | Supernatural | Best Television Presentation (por "Party On, Garth")      | Indicado  |

## Saturn Awards
O Saturn Awards é um prêmio apresentado anualmente pela Academy of Science Fiction, Fantasy & Horror Films para honrar os melhores trabalhos principalmente em ficção científica, fantasia, horror em filmes, televisão, e home video. Supernatural recebeu oito indicações.
| Ano  | Recipiente   | Categoria                             | Resultado |
| ---- | ------------ | ------------------------------------- | --------- |
| 2006 | Supernatural | Best Network Television Series        | Indicado  |
| 2008 | Supernatural | Best Network Television Series        | Indicado  |
| 2009 | Supernatural | Best Network Television Series        | Indicado  |
| 2011 | Supernatural | Best Network Television Series        | Indicado  |
| 2012 | Supernatural | Best Network Television Series        | Indicado  |
| 2013 | Supernatural | Best Network Television Series        | Indicado  |
| 2014 | Supernatural | Best Youth-Oriented Television Series | Indicado  |
| 2015 | Supernatural | Best Youth-Oriented Television Series | Indicado  |
| 2019 | Supernatural | Best Horror Television Series         | Indicado  |

## SFX Awards
O SFX Awards celebra as conquistas do ano anterior na ficção científica e são votados pelos leitores da revista SFX. Supernatural recebeu quatro prêmios de dezesseis indicações.
| Ano  | Recipiente                                                                       | Categoria                                          | Resultado |
| ---- | -------------------------------------------------------------------------------- | -------------------------------------------------- | --------- |
| 2007 | Jensen Ackles                                                                    | Best TV Actor                                      | Indicado  |
| 2008 | Supernatural                                                                     | Best TV Show                                       | Indicado  |
| 2008 | Jared Padalecki                                                                  | Best TV Actor                                      | Indicado  |
| 2010 | Supernatural                                                                     | Best TV Show                                       | Venceu    |
| 2010 | Robert Singer (Diretor), Julie Siege (Escritor)                                  | Best TV Episode (por "Criss Angel is a Douchebag") | Indicado  |
| 2011 | Supernatural                                                                     | Best TV Show                                       | Indicado  |
| 2011 | Eric Kripke (Escritor), Steve Boyum (Diretor), Eric 'Giz' Gewirtz (História por) | Best TV Episode (por "Swan Song")                  | Indicado  |
| 2013 | Supernatural                                                                     | Best TV Show                                       | Venceu    |
| 2013 | Supernatural                                                                     | Best TV Episode (por "Hunteri Heroici")            | Venceu    |
| 2013 | Jared Padalecki                                                                  | Best TV Actor                                      | Indicado  |
| 2013 | Jensen Ackles                                                                    | Best TV Actor                                      | Indicado  |
| 2013 | Misha Collins                                                                    | Best TV Actor                                      | Indicado  |
| 2013 | Jensen Ackles                                                                    | Sexiest Man                                        | Venceu    |
| 2013 | Jared Padalecki                                                                  | Sexiest Man                                        | Indicado  |
| 2013 | Misha Collins                                                                    | Sexiest Man                                        | Indicado  |
| 2013 | Mark A. Sheppard                                                                 | Best Villain                                       | Indicado  |

## Teen Choice Awards
O Teen Choice Awards é um premiação anual que vai ao ar no canal Fox. Supernatural recebeu dois prêmios dentre suas vinte e duas indicações. Depois de muito atraso, em 2015, Jared Padalecki venceu "Choice TV Actor: Fantasy/Sci-Fi", e Jensen Ackles e Misha Collins venceram "Choice TV: Chemistry".
| Ano  | Recipiente                      | Categoria                       | Resultado |
| ---- | ------------------------------- | ------------------------------- | --------- |
| 2006 | Supernatural                    | Choice Breakout Show            | Indicado  |
| 2006 | Jensen Ackles                   | Choice TV: Breakout Star        | Indicado  |
| 2007 | Jared Padalecki                 | Choice TV: Drama Actor          | Indicado  |
| 2010 | Supernatural                    | Choice TV: Fantasy/Sci-Fi Show  | Indicado  |
| 2011 | Supernatural                    | Choice TV: Fantasy/Sci-Fi Show  | Indicado  |
| 2011 | Jared Padalecki                 | Choice TV: Sci-Fi/Fantasy Actor | Indicado  |
| 2012 | Supernatural                    | Choice TV: Sci-Fi/Fantasy Show  | Indicado  |
| 2012 | Jensen Ackles                   | Choice TV: Sci-Fi/Fantasy Actor | Indicado  |
| 2012 | Jared Padalecki                 | Choice TV: Sci-Fi/Fantasy Actor | Indicado  |
| 2013 | Supernatural                    | Choice TV: Sci-Fi/Fantasy Show  | Indicado  |
| 2013 | Jensen Ackles                   | Choice TV: Sci-Fi/Fantasy Actor | Indicado  |
| 2013 | Jared Padalecki                 | Choice TV: Sci-Fi/Fantasy Actor | Indicado  |
| 2015 | Jared Padalecki                 | Choice TV: Sci-Fi/Fantasy Actor | Venceu    |
| 2015 | Jensen Ackles and Misha Collins | Choice TV: Chemistry            | Venceu    |
| 2016 | Supernatural                    | Choice TV: Sci-Fi/Fantasy Show  | Indicado  |
| 2016 | Jared Padalecki                 | Choice TV: Sci-Fi/Fantasy Actor | Indicado  |
| 2016 | Misha Collins                   | Choice TV: Scene Stealer        | Indicado  |
| 2016 | Jensen Ackles and Misha Collins | Choice TV: Chemistry            | Indicado  |
| 2017 | Supernatural                    | Choice TV: Sci-Fi/Fantasy Show  | Indicado  |
| 2017 | Jensen Ackles                   | Choice TV: Sci-Fi/Fantasy Actor | Indicado  |
| 2017 | Mark Pellegrino                 | Choice TV: Villain              | Indicado  |
| 2018 | Supernatural                    | Choice TV: Sci-Fi/Fantasy Show  | Indicado  |
| 2019 | Supernatural                    | Choice TV: Sci-Fi/Fantasy Show  | Indicado  |
| 2019 | Jared Padalecki                 | Choice Sci-Fi/Fantasy TV Actor  | Venceu    |

## TV Guide Awards
O TV Guide Awards foi um prêmio anual criado pelos editores da revista TV Guide, como uma votação de leitores para homenagear programas e artistas de destaque na indústria de televisão americana. Supernatural recebeu todos os quatro prêmios de suas indicações. Além disso, no final de 2010, Supernatural ganhou a capa da TV Guide Magazine, com os fãs lançando mais de cinco milhões de votos.
| Ano  | Recipiente    | Categoria               | Resultado |
| ---- | ------------- | ----------------------- | --------- |
| 2011 | Supernatural  | Série de FC Favorita    | Venceu    |
| 2011 | Jensen Ackles | Ator Favorito           | Venceu    |
| 2011 | Misha Collins | Não-Humano Favorito     | Venceu    |
| 2012 | Supernatural  | Série de Terro Favorita | Venceu    |

## Young Artist Awards
O Young Artist Awards é uma honra concedida pela Young Artist Association para homenagear a excelência de jovens artistas. Supernatural recebeu dois prêmios de suas oito indicações.
| Ano  | Recipiente        | Categoria | Resultado |
| ---- | ----------------- | --- | --------- |
| 2007 | Colby Paul        | Melhor Performance em uma Série de TV (Comédia ou Drama) - Jovem Ator Convidado                                    | Indicado  |
| 2008 | Nicholas Elia     | Melhor Performance em uma Série de TV - Jovem Ator Convidado (por "The Kids Are Alright")                          | Indicado  |
| 2008 | Conchita Campbell | Melhor Performance em uma Série de TV - Jovem Atriz Convidade (por "Playthings")                                   | Indicado  |
| 2009 | Nicole Leduc      | Melhor Performance em uma Série de TV - Jovem Atriz Convidada (por "Wishful Thinking")                             | Venceu    |
| 2010 | Colin Ford        | Melhor Performance em uma Série de TV - Jovem Ator Reccorente de 13 anos e menos                                   | Venceu    |
| 2010 | Cainan Wiebe      | Melhor Performance em uma Série de TV - Jovems Ator Convidado de 13 anos e menos (por "After School Special")      | Indicado  |
| 2010 | Dalila Bela       | Melhor Performance em uma Série de TV - Melhor Jovem Atriz Convidada (por "I Believe the Children Are Our Future") | Indicado  |
| 2011 | Adom Osei         | Melhor Performance em uma Série de TV - Melhor Jovem Ator Convidado de 11-13 (por "The Third Man")                 | Indicado  |

## Hugo Awards
O Hugo Award é um prêmio concedido pela World Science Fiction Society para a melhor ficção científica ou trabalhos de fantasia no ano anterior. Supernatural recebeu sua primeira indicação de Hugo em 26 de abril de 2016. Os prêmios foram apresentados em 21 de agosto de 2016.
| Ano  | Recipiente   | Categoria                                                              | Resultado |
| ---- | ------------ | ---------------------------------------------------------------------- | --------- |
| 2016 | Supernatural | Melhor Apresentação Dramática, Forma Curta (por "Just My Imagination") | Indicado  |